# Клелии
Клелиите (на латински: Cloelii; Cluilii; gens Cloelia; Cluilia, Clouilia, Cloulia) са римска патрицииска фамилия, произлизаща от Алба Лонга, дошла в Рим по времето на цар Тул Хостилий и участват в създаването на Римската република през 5 и 4 век пр.н.е. Те имат когномен Сикул (Siculus).
- Гай Клуилий, цар на Алба Лонга средата на 7 век пр.н.е.
- Клелия (Cloelia), римска героиня, 507 пр.н.е. пленничка на Ларс Порсена
- Квинт Клелий Сикул, консул 498 пр.н.е.
- Тит Клелий Сикул, консулски военен трибун 444 пр.н.е.
- Публий Клелий Сикул, консулски военен трибун 378 пр.н.е.
- Квинт Клелий Сикул, цензор 378 пр.н.е.